# Aït Melloul
Pour les articles homonymes, voir Melloul.
Aït Melloul (en berbère : ⴰⵢⵜ ⵎⵍⵍⵓⵍ, Ayt Mellul; en arabe :  أيت ملول) est une ville marocaine, située à 15 km au sud d'Agadir, proche de l'embouchure du fleuve Souss, dans la région Souss-Massa. La ville comptait 171847 habitants lors du recensement de 2014.
Aït Melloul, petit village jusque dans les années 1960, est devenu un important centre urbain, carrefour des routes desservant le Sud. C'est désormais une grosse agglomération de plus de 150 000 habitants, centre de services pour l'ensemble du Souss et des régions méridionales.

## Équipements

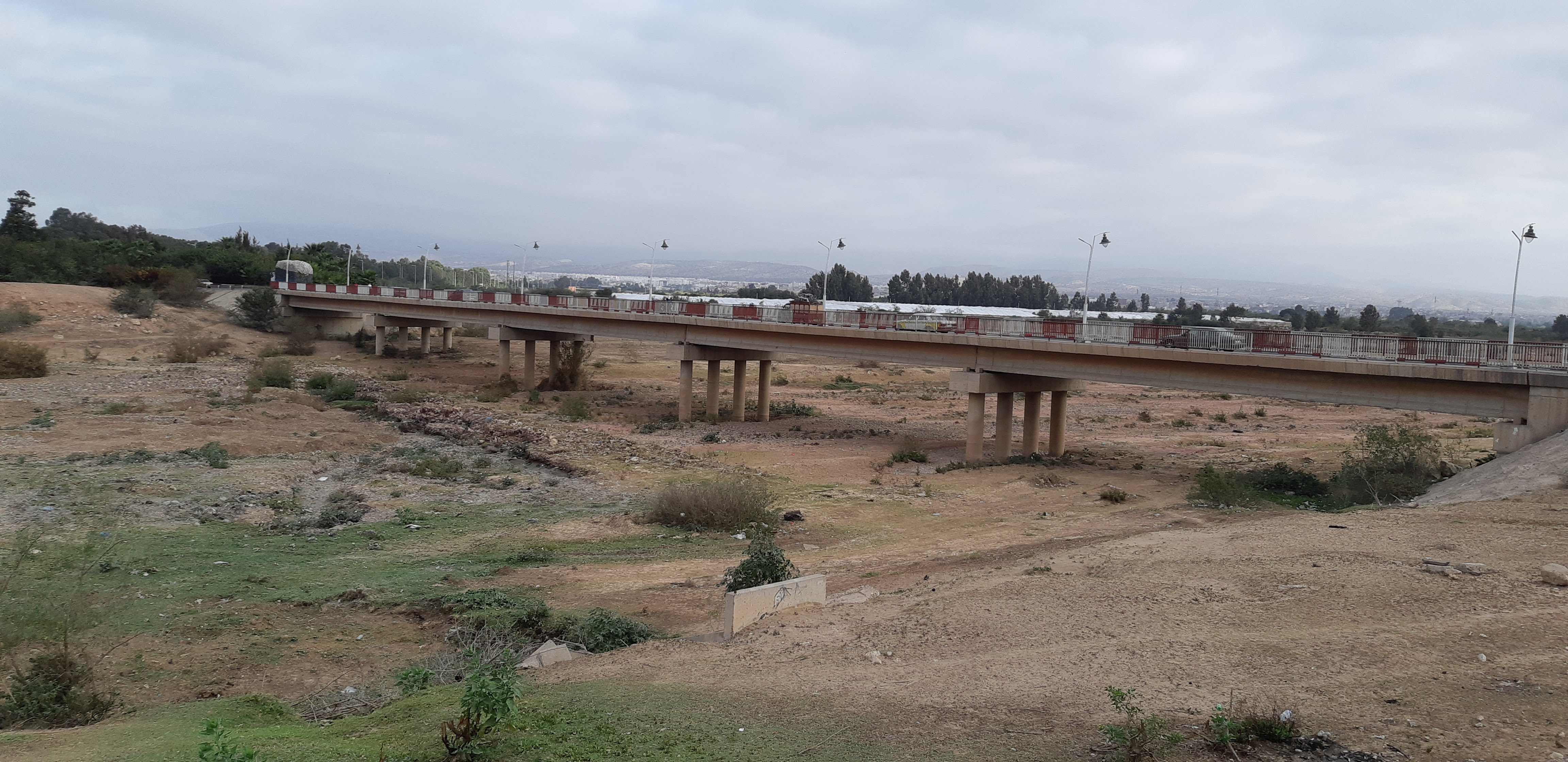
Pont sur l'Oued Souss
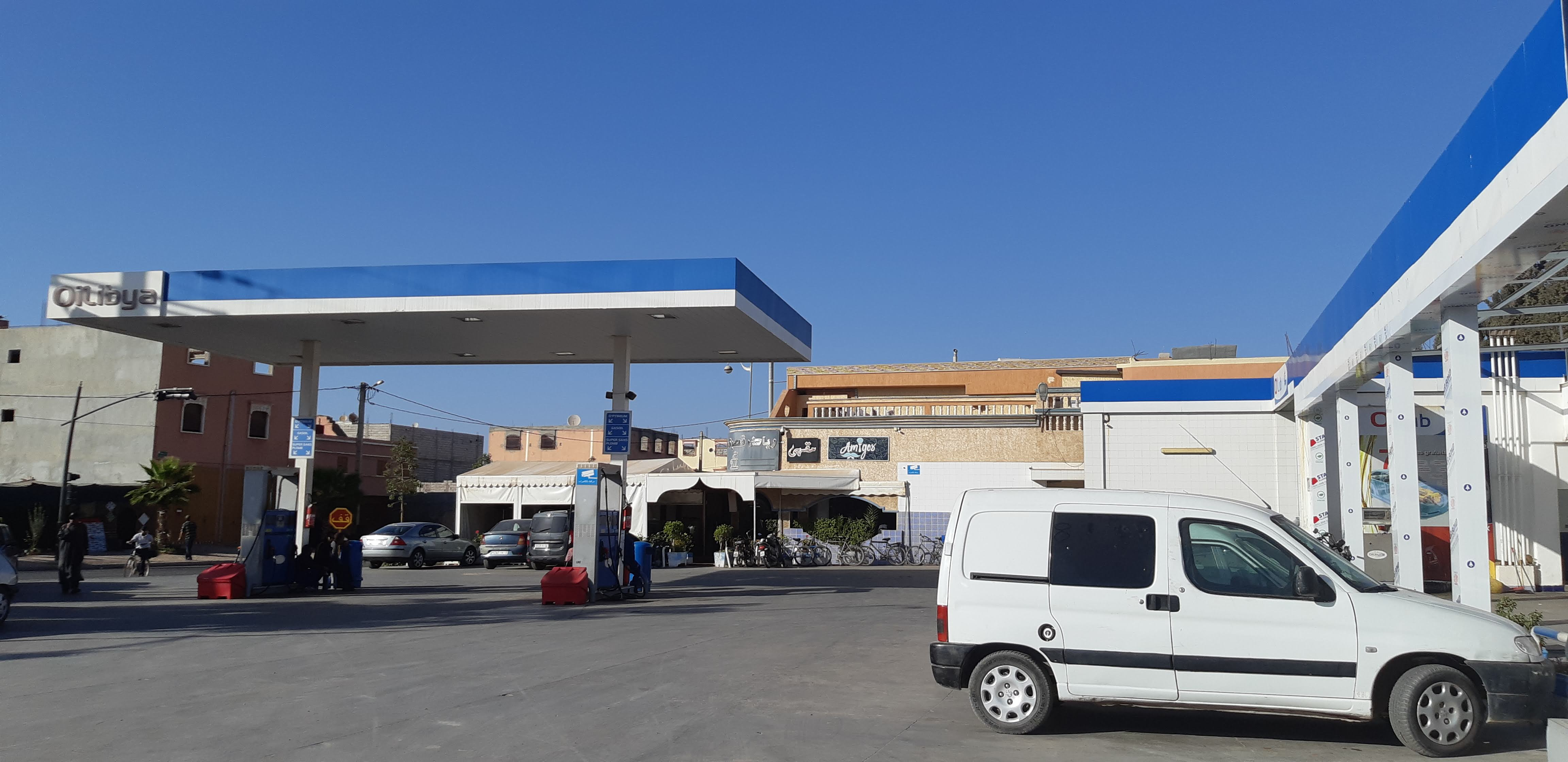
Station-service.

## Éducation

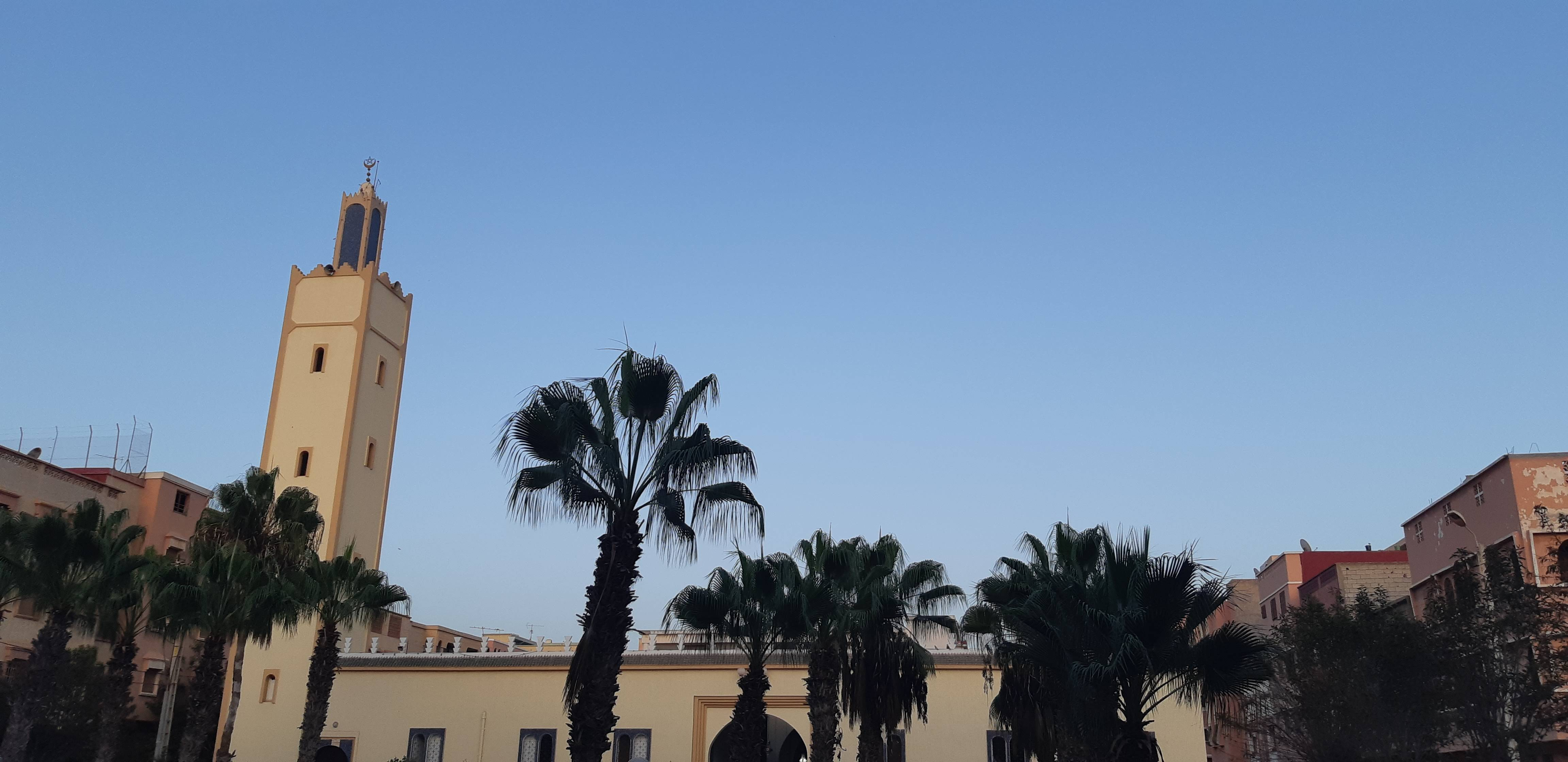
Mosquée El Fateh.

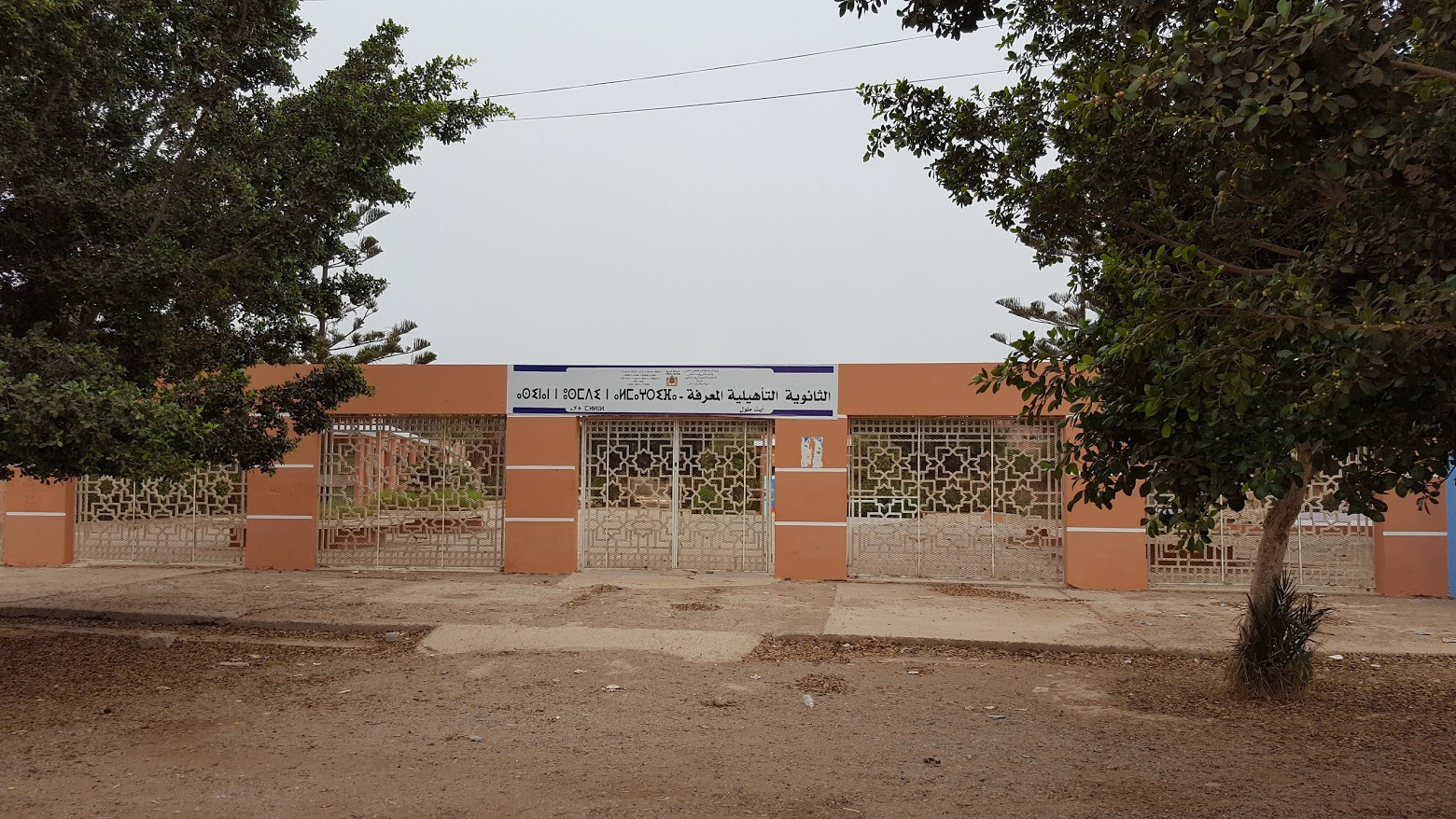
École Almaarfia.
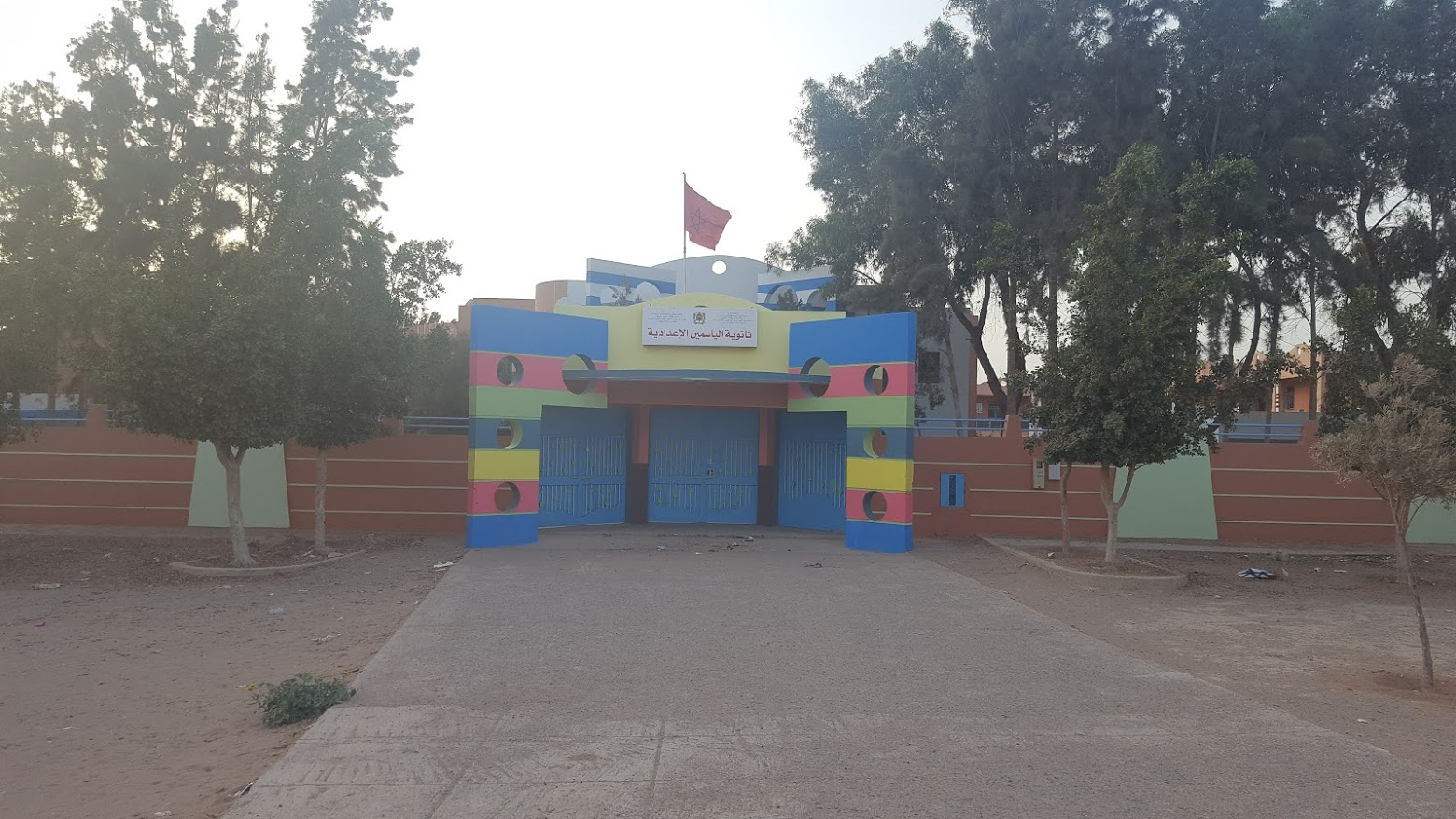
École Alyassamine.
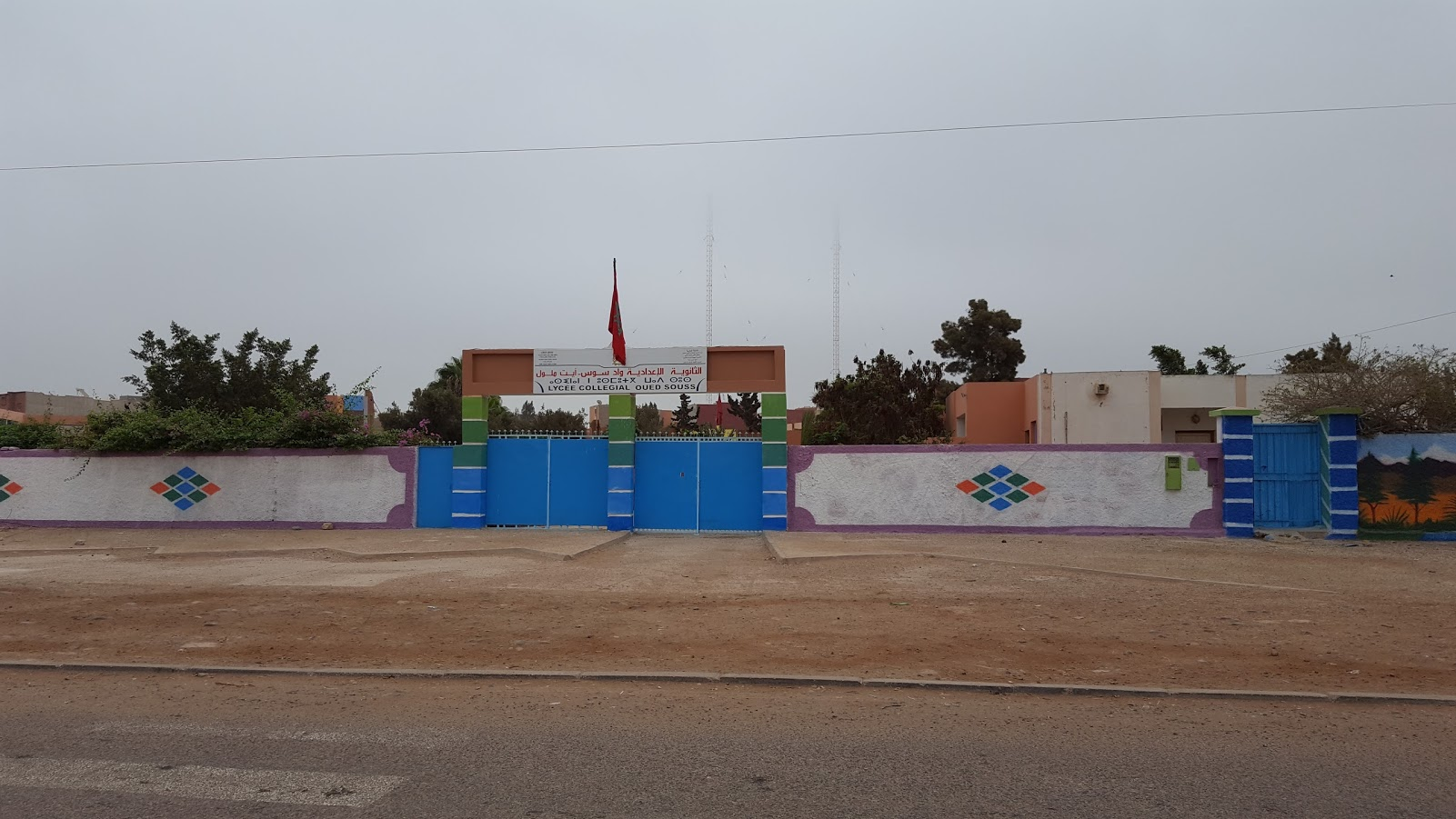
Collège Oued Souss.